# أوكلي هال الثالث
أوكلي هال الثالث (بالإنجليزية: Oakley Hall III)‏ هو مترجم أمريكي، ولد في 26 مايو 1950، وتوفي في 13 فبراير 2011 بسبب نوبة قلبية.